# Hans-Carl Jongebloed

Hans-Carl Jongebloed (2009)

Hans-Carl Jongebloed (* 1946 in Papenburg) ist ein deutscher Berufs- und Wirtschaftspädagoge.

## Biographie
Jongebloed studierte von 1968 bis 1974 Wirtschafts- und Sozialwissenschaften an der Universität zu Köln mit dem Schwerpunkt Wirtschafts-, Berufs- und Sozialpädagogik. Nach der zweiten Staatsprüfung für das Lehramt an berufsbildenden Schulen war er als wissenschaftlicher Assistent und akademischer Rat am Institut für Berufs-, Wirtschafts- und Sozialpädagogik in Köln tätig.
Im Rahmen des Promotionsverfahrens wurde Jongebloed im Jahre 1983 mit dem Universitätspreis der Universität zu Köln ausgezeichnet.
Seit 1994 war er Inhaber des Lehrstuhls für Berufs- und Wirtschaftspädagogik an der Philosophischen Fakultät der Christian-Albrechts-Universität zu Kiel, inzwischen ist er im Ruhestand.
Jongebloed ist gemeinsam mit Martin Twardy Vertreter einer deontologisch-neonormativistischen Wissenschaftsauffassung, die sich als so genannte Kölner Schule in Abgrenzung zum Wertneutralitätsparadigma deutscher Erziehungswissenschaft (Brezinka) und zum gesellschaftskritischen Ansatz der Frankfurter Schule (Mollenhauer) versteht.
Er ist Mitautor des dreibändigen Kompendiums Fachdidaktik Wirtschaftswissenschaften. Seine Forschungsschwerpunkte sind: Reduktion und Transformation; Motivation, Rationalitätsprobleme in fachdidaktischen Entscheidungsprozessen; Gütekriterien der Messtheorie sowie die komplementäre Deutung pädagogischer Grundfragen.

## Schriften (Auswahl)
- Reduktion und Transformation. In: M. Twardy (Hrsg.): Kompendium Fachdidaktik Wirtschaftswissenschaften. 1983, S. 351–443.
- mit M. Twardy: Strukturmodell Fachdidaktik Wirtschaftswissenschaften. In: M. Twardy: Kompendium Fachdidaktik Wirtschaftswissenschaften. Düsseldorf 1983, S. 163–203.
- Fachdidaktik und Entscheidung. Vorüberlegungen zu einer umstrittenen Problematik. Düsseldorf 1984, ISBN 3-87864-106-0.
- Wirtschaftspädagogik zwischen Aus- und Fortbildung – oder: Hintergründe im Vordergrund. In: vLw. Sonderausgabe, Kiel 10/1995, S. 7–44.
- Über die Möglichkeit, Pädagogik als systematische und historische Disziplin zugleich zu betreiben, oder: Komplementarität als methodologisches Prinzip von Ganzheit. In: Manuel Schulz u. a. (Hrsg.): Wege zur Ganzheit. Weinheim 1998.
- Wirtschaftspädagogik als Wissenschaft und Praxis. Kiel 1998, ISBN 3-9806251-0-9.
- Fachdidaktik zwischen Struktur- und Orientierungsanspruch. In: Ders.: Wirtschaftspädagogik als Wissenschaft und Praxis – oder: Auf dem Wege zur Komplementarität als Prinzip. Kiel 1998, S. 211–239.
- Wirtschaftspädagogik: Erinnerung für die Zukunft. In: D. Euler, H. C. Jongebloed, P. Sloane (Hrsg.): Sozialökonomische Theorie – sozialökonomisches Handeln. Festschrift für Martin Twardy zum 60. Geburtstag. Kiel 2000, S. 59–77.
- Komplementarität als Prinzip dualer Struktur von beruflicher Bildung und von Bildung allgemein – oder: Über das Allgemeine des Bestimmten. In: Gabriele Weigand u. a. (Hrsg.): Allgemeines und Differentielles im pädagogischen Denken und Handeln : Grundfragen, Themenschwerpunkte, Handlungsfelder. Wilhelm J. Brinkmann zum 20. Dezember 2007. Würzburg 2008, ISBN 978-3-89913-563-3.
- Beruflichkeit als Bildungskonzept: Geschichte mit Zukunft. In: Pädagogik als Disziplin und Profession – Historische Perspektiven auf die Zukunft. Beiträge zum 350. Jubiläum der Christian-Albrechts-Universität zu Kiel, hrsg. v. Manfred Böge und Marc Fabian Buck. Berlin 2019: Peter Lang. S. 277–376.